# Microcharon margalefi
Microcharon margalefi är en kräftdjursart som beskrevs av Sabater och de Manuel 1988. Microcharon margalefi ingår i släktet Microcharon och familjen Microparasellidae. Inga underarter finns listade i Catalogue of Life.